# Kaisen: Outbreak
Kaisen: Outbreak (開戦～Outbreak～) est une manifestation de catch produit par la fédération Wrestle-1 (W-1). Il a eu lieu le 2 mars 2014 à la Ryōgoku Kokugikan de Tokyo au Japon. Pour cet événement, le premier de la W-1 à la Ryōgoku Kokugikan, elle collabore avec la Total Nonstop Action Wrestling (TNA), une fédération américaine. C'est la première réunion entre les deux en 2014 (avec Bound for Glory).
L'événement est divisé en deux parties ; la première partie comprend quatre matchs mettant en vedette exclusivement des lutteurs japonais, et la deuxième partie se compose de huit matchs impliquant des lutteurs de la TNA. Au total, 14 lutteurs de la TNA prennent part à l'événement, avec trois matchs de titre, pour les championnats du monde TNA World Heavyweight, la TNA X Division et le championnat TNA World Tag Team.
Les titres changent deux fois de mains. Lors du premier match, The BroMans remporte le championnat du monde par équipe dans un match à trois avec les champions en titre, The Wolves et l'équipe 246 de la W-1. Dans la deuxième, Seiya Sanada de la W-1, remporte le championnat de la division X TNA d'Austin Aries .L'événement principal voit Magnus défendre avec succès le TNA World Heavyweight Championship contre Kai de la W-1.
L'événement est  diffusé en direct au Japon sur la chaîne NTV G+.La TNA diffusera plus tard dans l'année la seconde moitié de l'événement comme un programme avec One Night Only en vidéo à la demande intitulé Global Impact Japan.

## Contexte

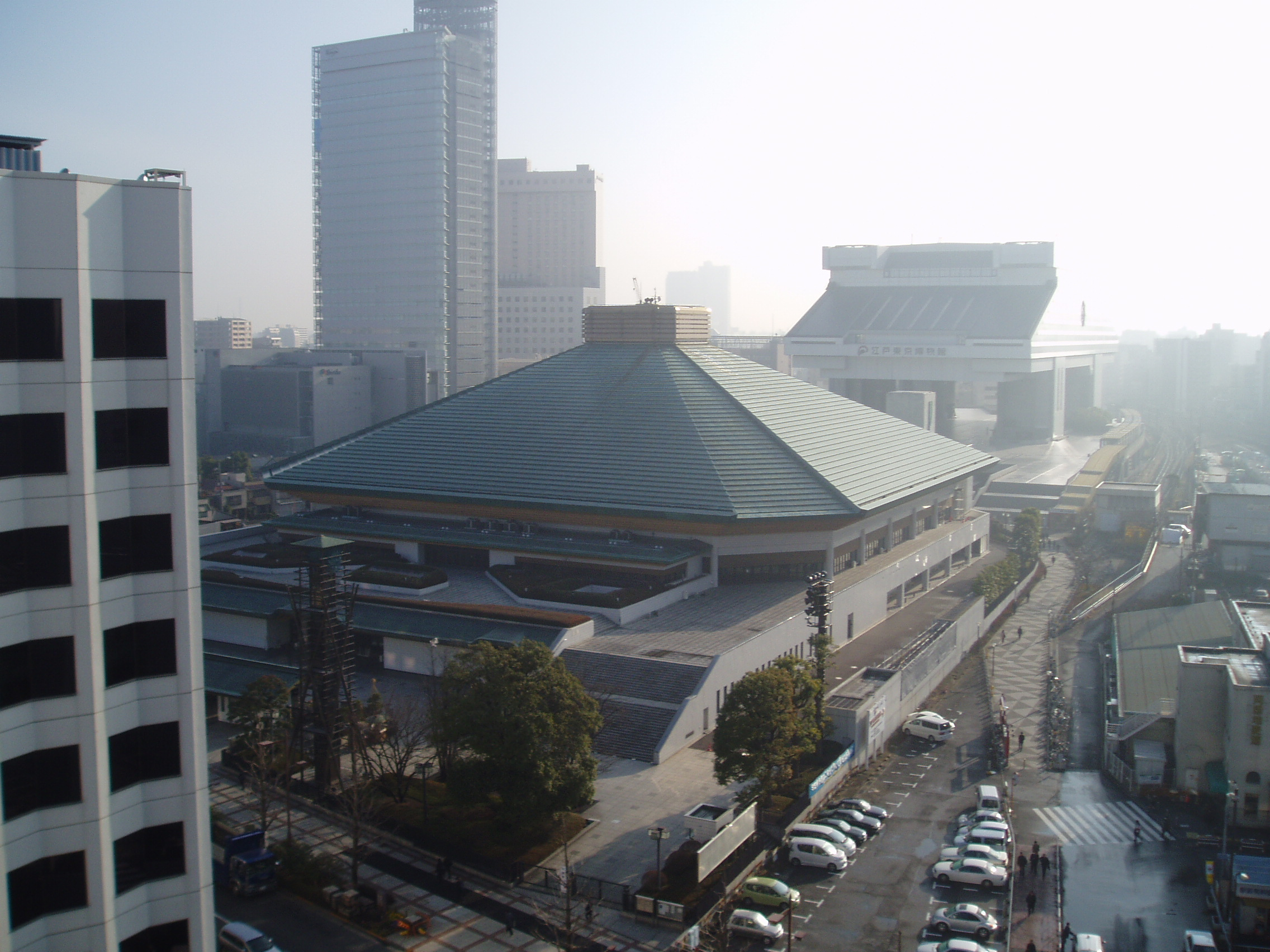
Ryōgoku Kokugikan de Tokyo, où l'événement a eu lieu

Kaisen: Outbreak se compose de douze matchs de catch en rapport avec l'actualité mise en place lors des house shows de la Wrestle-1, ainsi que plusieurs matches avec la promotion américaine, la Total Nonstop Action Wrestling (TNA). Les lutteurs se comportent comme des méchants ou des héros alors qu'ils suivent une série d'événements qui créent de la tension et se terminent par un ou une série de matchs. Tous les développements d'histoire du spectacle ont eu lieu lors d'événements organisés par Wrestle-1.
Après avoir fondé Wrestle-1 en juillet 2013,,, Keiji Mutoh établit rapidement une alliance avec la TNA, rendant visite dans les bureaux de Jeff Jarrett, son créateur, à Nashville en Tennessee avant la fin du mois,. Ce dernier finit par participer à un événement Wrestle-1 le 6 octobre , qui voit AJ Styles défendre le championnat du monde poids lourd de la TNA, le 16 novembre, et, par la suite, Jay Bradley et Rob Terry participent à une tournée avec la promotion à partir du 16 novembre,. Tandis que Bradley quitte la Wrestle-1 pour retourner à la TNA après le 1er décembre, mais est suivi, peu après par la libération de son contrat, Terry reste avec la Wrestle-1 pendant les quelques mois suivants. Après le départ de Jarrett de la TNA, la relation du côté américain est gérée par Bob Ryder et John Gaburick.

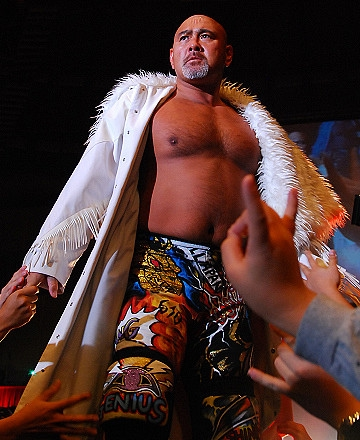
Keiji Mutoh, fondateur, propriétaire et catcheur de la Wrestle-1.

Le 16 novembre 2013, Wrestle-1 annonce son tout premier événement au Ryōgoku Kokugikan de Tokyo, qui se tiendra le 2 mars 2014,,. Le 30 janvier 2014, la promotion annonce que l'événement se basera sur une rencontre entre la  Wrestle-1 et la TNA, avec onze lutteurs venant pour représenter la promotion américaine,,,. L'événement sera diffusé en direct au Japon sur la chaîne NTV G + et plus tard par TNA en pay-per-view dans le cadre de sa série One Night Only,,. Le jour suivant, Wrestle-1 ajoute que l'événement, intitulé Kaisen: Outbreak (« Kaisen » étant le japonais pour « déclaration de guerre »), sera composé de matchs pour les championnats TNA World Heavyweight, du championnat de la TNA X Division et du championnat de la TNA World Tag Team,. Les journalistes américains ont cependant noté que la liste originale des catcheurs de la TNA annoncée pour l'événement n'inclut pas les champions en titre, The BroMans (Jessie Godderz et Robbie E),,. Cela a ensuite été modifié par la Wrestle-1, qui les inclut à l'événement,. Il est également rapporté que Jeff Jarrett est initialement prévu pour participer à Kaisen: Outbreak dans un match avec des catcheurs de sa fédération, mais est retiré par la Wrestle-1 à la suite de pressions de la TNA. Dans le cadre de la relation entre la Wrestle-1 et la TNA, Mutoh, utilisant sa persona de Great Muta, et son protégé Seiya Sanada sont annoncées pour le spectacle Lockdown de la TNA, le 9 mars,.
Le 31 janvier 2014, l'organisateur à l'écran de la Wrestle-1, Manabu Soya, annonce des matchs pour déterminer les challengers pour chaque titre de la TNA. Il annonce d'abord une bataille royale pour déterminer l'aspirant au championnat de la X Division, puis un autre match par équipe unique pour déterminer le challenger du championnat du monde par équipe de la TNA. Enfin, Soya annonce que Yasufumi Nakanoue, Masakatsu Funaki, Minoru Tanaka et Seiya Sanada participeront à un tournoi à quatre pour déterminer l'aspirant numéro un au championnat du monde des poids lourds de la TNA. Cela est inclus dans une storyline, où Soya favorise son ancien partenaire Seiya Sanada, tout en faisant des commentaires désobligeants envers Kai, qui s'étaient tous deux affrontés pour le rôle de « l'as » de Wrestle-1 ou du meilleur lutteur,. Kai a immédiatement reproché à Soya le fait de ne pas être inclus au tournoi, ce qui conduit Sanada à annoncer que, comme il avait déjà défié sans succès AJ Styles pour le championnat du monde poids lourds lors de sa visite à Wrestle-1, il voulait plutôt viser le championnat de la division X de la TNA et offre sa place dans le tournoi à Kai, ce qui est finalement accepté par Soya. Pendant ce temps, la Team 246 (Kaz Hayashi et Shuji Kondo) est annoncé pour le défi au championnat du monde par équipe de la TNA, mais est interrompue par la l'écurie Desperado, qui s'est incluse elle-même. Cela conduit Soya à annoncer un match entre les deux, où les vainqueurs obtiendront un match pour le titre le 2 mars.

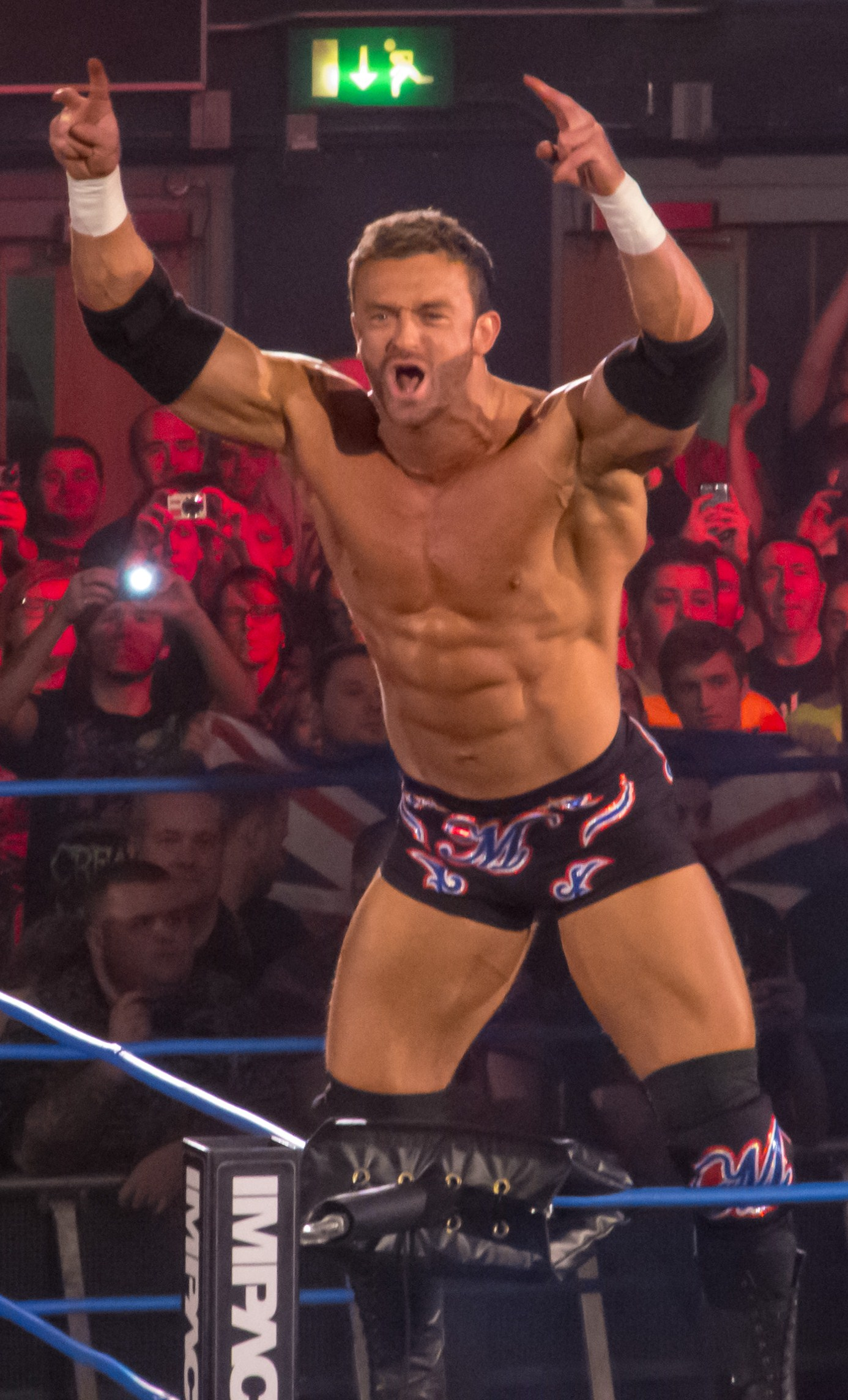
Magnus, le champion du monde des poids lourds de la TNA en titre, lors de Kaisen: Outbreak

Tous les matchs de sélection ont lieu lors d'un l'événement précédent de la Wrestle-1, le 15 février,,,. Le premier est le match pour déterminer le challenger pour le TNA World Tag Team Championship, qui est remporté par la Team 246, qui bat les membres de Desperado, Kazma Sakamoto et Masayuki Kono,,. Ensuite, une bataille royale « extrême » de vingt hommes pour un essai au championnat de la division X de la TNA, détenu par Austin Aries. Seiya Sanada finit par en sortir vainqueur en éiliminant Yoshihiro Takayama, après une intervention de Manabu Soya, revenant d'une blessure à l'épaule,,. Le premier tour du tournoi pour déterminer le challenger au TNA World Heavyweight Championship voit Masakatsu Funaki vaincre Yasufumi Nakanoue et Kai, ceci mettant fin à sa récente série de défaites et remporte sa première victoire en 2014, en battant Minoru Tanaka,, pour prendre sa revanche d'une défaite subie le mois précédent. La finale du tournoi voit Kai se venger en battant Funaki pour gagner sa chance au titre, détenu par Magnus,,,. Le 23 février, lors d'un house show de la TNA à Morgantown, en Virginie-Occidentale, The Wolves (Davey Richards et Eddie Edwards) remportent le championnat du monde par équipe de la TNA des mains des BroMans, menant à un changement dans l'organisation du match incluant la Team 246. The Wolves avaient été annoncés comme participant à Kaisen: Outbreak depuis le début, alors que The BroMans ne l'étaient pas.
Le 20 février, la Wrestle-1 annonce les premiers matchs qui ne sont pas pour un titre. Ce sont Masakatsu Funaki contre Bobby Roode et les Junior Stars (Koji Kanemoto et Minoru Tanaka) contre Bad Influence (Christopher Daniels et Kazarian),,. Cinq jours plus tard, des matchs, où Abyss de la TNA affrontera l'agent libre Yoshihiro Takayama et un match féminin entièrement composé du roster de la TNA, où Gail Kim affronterait Madison Rayne, sont également annoncés. Le match féminin confirme l'habitude de la Wrestle-1 à toujours prévoir un match féminin à chaque spectacle, bien que n'ayant pas de lutteuses sous contrat, en faisant appel à des catcheuses de diverses promotions, dont celles de Joshi,. Le premier match à ne pas impliquer de catcheurs de la fédération américaine est également annoncé et voit Yasufumi Nakanoue affronter le représentant de la New Japan Pro-Wrestling (NJPW) et champion en titre poids lourd de la NWA, Satoshi Kojima. Le jour suivant, il est  précisé que le spectacle sera divisé en deux parties, la première uniquement avec des catcheurs japonais et la seconde impliquant avec la TNA,. Le match entre Nakanoue et Kojima est le seul annoncé pour la première partie. Pendant ce temps, la moitié de la programmation de la TNA est complétée par l'ajout d'un match par équipe à six, où Keiji Mutoh, Rob Terry, qui est avec la Wrestle-1 depuis le novembre d'avant, et un partenaire mystère vont affronter Samoa Joe de la TNA et les représentants de Desperado, Masayuki Kono et René Duprée,,. Mutoh promet de prendre sa retraite s'il est vaincu. Lors d'une conférence de presse tenue la veille de l'événement, les anciens champions du monde par équipe de la TNA, The Bromans, font irruption pour demander un match revanche pour le titre. Cette doléance est acceptée par Mutoh, qui modifie la carte pour le TNA World Tag Team Championship en match à trois.
Quelques jours avant l'événement, les ventes de billets sont décrites comme « très médiocres » avec un nombre important de billets offerts par la Wrestle-1.

## Événement

### Partie 1

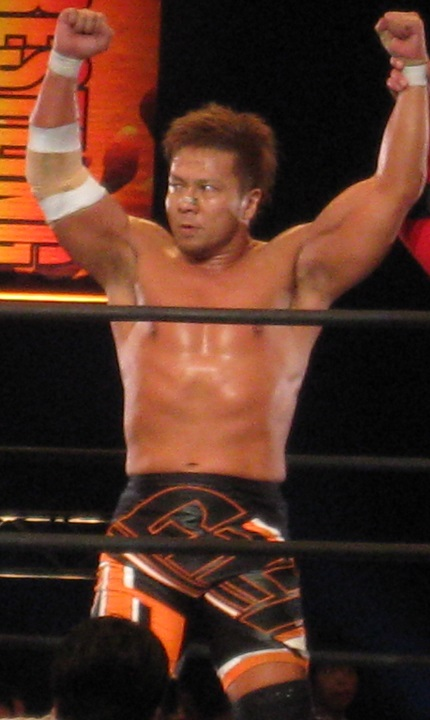
Satoshi Kojima, qui a fait sa deuxième apparition à la Wrestle-1 lors de la première partie de Kaisen: Outbreak

Kaisen: Outbreak débute avec la partie des matchs avec uniquement des catcheurs japonais. Le match d'ouverture est un match en équipe à six, où le « Japanese Million Dollar Man », Kazushi Miyamoto, fait équipe avec les représentants de Tokyo Gurentai (en), Mazada et Nosawa Rongai, pour affronter Andy Wu, Daiki Inaba et Hiroshi Yamato, qui sont accompagnés de Pan'nyan, un homme dans un costume d'un animal hybride entre un panda et un chat. La rivalité entre Tokyo Gurentai et les débutants de la Wrestle-1, dirigée par Yamato, dure depuis le premier événement de la promotion,. À la fin de l'année 2013, Yamato essaie de changer de camp pour rejoindre Tokyo Gurenta i, mais, après avoir été refusé, il revient à la tête des recrues de la Wrestle-1 le 31 janvier 2014,. Vers la fin, Yamato est au contrôle, quand Inaba surprend son partenaire en intervenant par surprise. Miyamoto frappe ensuite Inaba avec un lariat et fait le tombé pour remporter la victoire avec le « Million Dollar Driver ».
Le deuxième affrontement est un court match comique entre Ryota Hama et l'agent libre Kikutaro (en), que Hama remporte avec un Hamaketsu. Après le match, Kikutaro montre son respect à Hama, mais les deux sont interrompus et insultés par les représentants de Desperado, Kazma Sakamoto et Ryoji Sai.
Dans le troisième match, Sakamoto et Sai affrontent Manabu Soya et Seiki Yoshioka dans un match par équipe. Vers la fin, Yoshioka plonge en-dehors du ring sur Sai, tandis que Soya frappe Sakamoto avec le Wild Bomber, puis fait le tombé pour la victoire.
Le quatrième et dernier match voit Yasufumi Nakanoue affronter Satoshi Kojima de la New Japan Pro-Wrestling, qui arrive avec sa ceinture de champion du monde des poids lourds de la NWA. À la fin du match, Nakanoue enleve son protège-coude et prépare son coup de coude, mais est surpris par Kojima le frappant avec sa propre prise de finition, un lariat, et gagne. Après le match, Kojima serre la main de Nakanoue.
Pendant l'entracte, la Wrestle-1 annonce des événements pour le 4 mai au Tokyo Dome City Hall (en) et le 6 juillet à Ryōgoku Kokugikan. Par la suite, les Desperado, accompagné de Samoa Joe, viennent sur le ring. Le leader de l'écurie, Masayuki Kono, se moque de Keiji Mutoh et du partenaire mystère de Rob Terry et promet d'envoyer Mutoh à la retraite.

### Partie 2

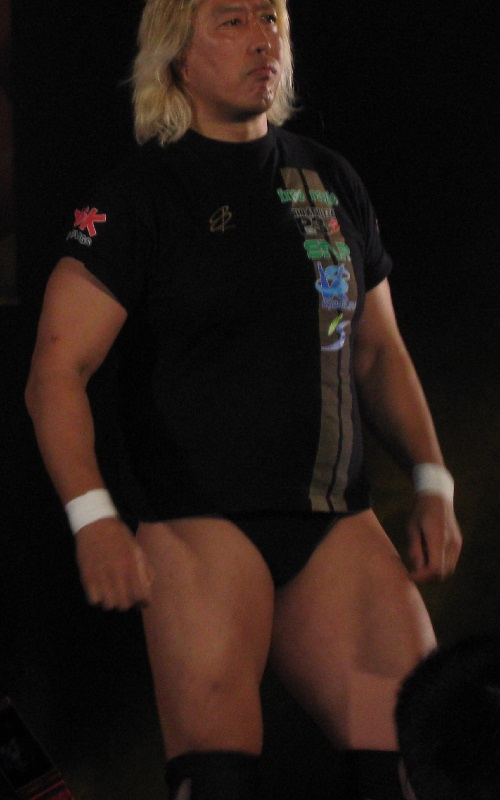
Yoshihiro Takayama, dont le match avec Abyss se solde par un match nul

La seconde moitié de l'événement débute par un match par équipe, où les Junior Stars (Koji Kanemoto et Minoru Tanaka) affronte Bad Influence (Christopher Daniels et Kazarian). Les Junior Stars remportent le match, lorsque Tanaka porte son Fireball Splash sur Daniels, mais Kazarian empêche l'arbitre de faire un compte de trois. Tanaka porte son Minoru Special sur Daniels, tandis que Kanemoto retient Kazarian avec une prise de soumission à la cheville. Le duo de la TNA, cependant, réussit à sortir des prises et frappent Tanaka avec la Bad Elimination pour remporter la victoire,,.
Le sixième match est un match féminin entre Gail Kim et la championne TNA Knockouts, Madison Rayne. Kim remporte le match faisant le tombé sur Rayne à la suite de son Eat Defeat.
Le septième match voit Yoshihiro Takayama affronter Abyss dans une « wild brawl ». La storyline est que, dans les coulisses, Mazada et Nosawa Rongai avertissent Takayama qu'Abyss allait apporter son sac de punaises sur le ring et lui suggérent de prendre une arme ou quelque chose pour se défendre. Takayama refuse. À la fin du match, Abyss vide son sac sur la rampe d'entrée puis porte un body slam sur les punaises. Takayama, cependant, s'en remet et commence à échanger des coups de poing avec Abyss. L'arbitre ayant perdu le contrôle du match, il décide de disqualifier les deux catcheurs et prononce un match nul. Par la suite, les deux hommes continuent dans les coulisses,,.
Lors le huitième match, Masakatsu Funaki affronte Bobby Roode. Vers la fin du match, Funaki contre un fireman's carry de Roode et enchaîne avec une prise à la cheville, qu'il a déjà portée plus tôt dans le match, ce qui conduit Roode à abandonner et à donner la victoire à Funaki. Après le match, Funaki défie le catcheur de la TNA, Kurt Angle, qui n'est pas présent, pour un affrontement futur,,.
Le neuvième match est un match par équipe à six opposant l'équipe de Masayuki Kono, René Duprée et Samoa Joe contre Keiji Mutoh, Rob Terry et leur partenaire mystère, l'ancien partenaire de Mutoh, Taiyō Kea. Les Desperado trichent tout au long du match, y compris par une interférence de Kazma Sakamoto et Ryoji Sai. À la fin du match, Joe trahit ses coéquipiers, prenant une chaise pliante des mains de Duprée, tandis que Terry assomme Sakamoto et Sai avec un double lariat. Kea frappe ensuite Duprée avec un TKO, qui est suivi par Mutoh faisant le tombé pourremporter la victoire avec un Shining Wizard,,,.

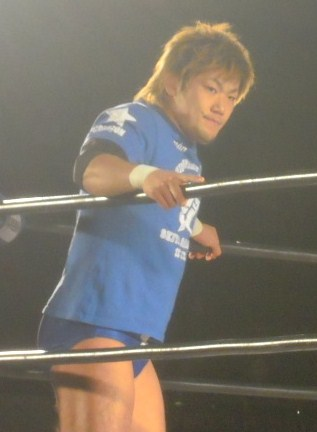
Seiya Sanada, qui a été couronnée nouvelle Champion de la Division X de la TNA lors du spectacle.

Le dixième match est le premier match pour le titre de l'événement et voit The Wolves (Davey Richards et Eddie Edwards) défendre le TNA World Tag Team Championship dans un match à trois équipes contre les anciens champions The BroMans (Jessie Godderz et Robbie E) et Team 246 (Kaz Hayashi et Shuji Kondo). Vers la fin du match, les Wolves sont meneurs, frappant Hayashi avec un double double knee backbreaker et Kondo avec un Alarm Clock. Cependant, avant que les Wolves ne puissent faire un tombé, les BroMans reviennent sur le ring, frappent Hayashi avec le Bro Down et effectuent le tombé pour regagner le championnat du monde par équipe. Dans une interview d'après-match, la Team 246 et les Wolves conviennent d'un match retour aux États-Unis,,,.
Dans le onzième match, Austin Aries défend le championnat de la division X contre Seiya Sanada. À la fin du match, Sanada évite deux des prises de finition , la La Chancelery et un 450 splash, puis le frappe avec une série d'un suplex à l'allemande, une dragon suplex et une tiger suplex, avant de monter sur la troisième corde, portant un moonsault et fait le tombé dur Aries pour gagner le match et devenir le nouveau champion de la division X . Après le match, Aries levé la main de Sanada,,,,.
Le main event est un match pour le TNA World Heavyweight Championship entre Magnus, le champion sortant contre Kai. Il se termine par une séquence, où les deux catcheurs se portent plusieurs fois leurs prises de finition, avec Kai se relevant d'un Magnus Driver et au plongeon du coude et Magnus the Kai Clutch . Magnus a ensuite porté un lariat sur Kai, avant de le laisser tomber avec un autre Magnus Driver, puis lui fait le tombé après une descente du coup pour gagner et conserver la ceinture ,,,.

## Conséquences
Le jour après Kaisen: Outbreak, Wrestle-1 annonce qu'après Lockdown, Seiya Sanada resterait indéfiniment à la TNA,. Le 6 mars, la TNA annonce que Yasufumi Nakanoue participe également à Lockdown,  Lors du pay-per-view, le 9 mars, The Great Muta, Sanada, travaillant sous son nom de famille, et Nakanoue, présenté avec seulement son nom de famille, et Yasu, battent Chris Sabin, Christopher Daniels et Kazarian dans un match dans une cage en acier à six. Sanada faisant le tombé sur Daniels après à un moonsault. Bien que maintenant un habitué de la TNA, Sanada retourne, pour une nuit, à Wrestle-1, défendant avec succès le championnat de division X contre Seiki Yoshioka le 22 mars et Christopher Daniels le 17 avril,. Kaisen: Outbreak hatise la rivalité entre Kai et Manabu Soya, qui, à la lumière des résultats des deux derniers matchs, estime qu'il a raison de voir en Sanada l'as de la fédération et  commence à narguer Kai en le traitant de « faux as »,. La rivalité culmine le 4 mai, lorsque Kai bat Soya, qui, en conséquence, perd son statut de gestionnaire de la Wrestle-1,. La diffusion dans le cadre du programme One Night Only de la TNA de la seconde moitié de Kaisen: Outbreak est nommée Global Impact Japan, avec une première le 4 juillet. Un deuxième événement conjoint entre les deux entreprises a lieu lors de Bound for Glory, le 12 octobre au Korakuen Hall de Tokyo. L'événement, produit par la TNA, met en vedette onze lutteurs de la Wrestle-1,.

## Résultats
| #                                                          | Résultats | Stipulations                                                                           | Durée |
| ---------------------------------------------------------- | --- | -------------------------------------------------------------------------------------- | ----- |
| 1                                                          | Kazushi Miyamoto (en) et Tokyo Gurentai (en) (Mazada (en) et Kazushige Nosawa) battent Andy Wu et Daiki Inaba (avec Hiroshi Yamato)        | Match par équipe de trois                                                              | 03:38 |
| 2                                                          | Ryota Hama bat Kikutaro (en) | Match simple                                                                           | 02:32 |
| 3                                                          | Manabu Soya et Seiki Yoshioka battent Desperado (Kazma Sakamoto et Ryoji Sai)                                                              | Match par équipes                                                                      | 06:40 |
| 4                                                          | Satoshi Kojima bat Yasufumi Nakanoue | Match simple                                                                           | 09:04 |
| 5                                                          | Bad Influence (Christopher Daniels et Kazarian) battent Junior Stars (Kōji Kanemoto et Minoru Tanaka)                                      | Match par équipe                                                                       | 10:43 |
| 6                                                          | Gail Kim bat Madison Rayne | Match simple                                                                           | 05:26 |
| 7                                                          | Match nul entre Abyss bat Yoshihiro Takayama                                                                                               | Match simple                                                                           | 06:45 |
| 8                                                          | Masakatsu Funaki bat Bobby Roode par soumission                                                                                            | Match simple                                                                           | 11:27 |
| 9                                                          | Keiji Mutoh, Rob Terry et Taiyō Kea battent Desperado (Masayuki Kono et René Duprée) (avec Kazma Sakamoto et Ryoji Sai) et Samoa Joe       | Match par équipe de trois                                                              | 13:34 |
| 10                                                         | The BroMans (Jessie Godderz et Robbie E) battent The Wolves (Davey Richards et Eddie Edwards) (c) et Team 246 (Kaz Hayashi et Shuji Kondo) | Match par équipe triple menace pour le titre de champion du monde par équipe de la TNA | 12:45 |
| 11                                                         | Seiya Sanada bat Austin Aries | Match simpe pour le TNA X Division Championship                                        | 17:40 |
| 12                                                         | Magnus (c) bat Kai | Match simple pour le championnat du monde poids lourd de la TNA                        | 14:37 |
| (c) désigne le champion défendant son titre dans le match. | |                                                                                        |       |